# Araceli Herrero Figueroa
Araceli Herrero Figueroa   (Lugo, 22 de juny de 1948 - Lugo, 10 de juny de 2020) va ser una filòloga i escriptora gallega.
Llicenciada i doctora en Filosofia i Lletres i llicenciada en Filologia Galaico-Portuguesa, va exercir la docència a l'antic Col·legi Universitari de Lugo i va ser professora a l'Escola de Formació del Professorat del Campus de Lugo de la Universitat de Santiago de Compostel·la, així com professora titular a la Facultat de Formació del Professorat d'aquesta universitat. Va ser directora del Departament de Didàctica de la Llengua i la Literatura de la mateixa universitat.
Va escriure diverses monografies i capítols en llibres sobre literatura, didàctica i assajos diversos sobre poetes gallecs com Luís Pimentel, Álvaro Cunqueiro Mora o Ricardo Carvalho Calero. També va ser estudiosa de l'escriptora Emilia Pardo Bazán.
Va morir el 2020 a causa de l'Pandèmia per coronavirus de 2019-2020.